# The Beaufort Arms Hotel
A The Beaufort Arms Hotel 18. század eleji fogadó Monmouthban, bár homlokzatát a korai viktoriánus korszak termékeny építésze, George Vaughan Maddox az 1830-as években átalakította. A homlokzat párkánykoszorúján mai is olvasható neve: „The Beaufort Arms” Az épület II*. kategóriás brit műemléknek (British Listed Building) számít 1952. június 27. óta. A monmouthi örökség tanösvény egyik állomása.

## Leírása
A szálloda, a „legcsinosabb” épület a téren, a Shire Hall mellett áll. Három és fél szint magas, homlokzata öt részre tagolódik. Mögötte kiterjedt udvar található, az egykori istálló a postakocsik lovai számára. 1989-ben lakásokat és üzlethelyiségeket alakítottak ki benne. Az átalakítások során a belső jelentős átalakulásokon esett át és csak a történelmi szempontból jelentős része maradtak meg: a ión pilaszteres bejárati előcsarnok, valamint a fenntről megvilágított lépcsőház.

## Története
A fogadót Beaufort hercegeiről nevezték el, akik valaha ezeket a területeket birtokolták. Charles Heath véleménye szerint (1804) a fogadó eredetileg két bérházból áll, az egyik egy hentesé volt a másik egy kukorica kereskedőé. Az udvart egy bizonyos Mr. Pye kezelte. A 18. század elején, Pye halála után John Tibbs szerezte meg és alakította át fogadóvá a Beaufort hullórostéllyal cégérként. A The Beaufort Arms a Shire Hall megépítése után, 1724-ben vált fontossá. Beaufort hercege közbenjárására 1760-ban hozzá csatolták a szomszédos épület udvarba benyúló részét. A hagyományok szerint az Agincourt térre néző erkélyen tartották beszédeiket Beaufort hercegei a választások idején.
Emelve vonzerejét, Tibb egy hidat épített a Monnow folyón és kialakította a Vauxhall Fields-i kerteket. A híd, amely a Castle Hill felől közelíthető meg, napjainkban is Tibbs nevét viseli: „Tibbs’ Bridge”. John Wesley 1784-ben látogatta meg a kerteket és beszámolójában a következőket írta: „enyhén emelkedő domb, amelynek tetején gyakran tölti táncolással az estéket a városi dzsentri. Számos, virágokkal szegélyezett sétány indul innen, egyikük levisz a folyópartra.”
A Wye folyón érkező Nelson admirális 1802 júliusában tartózkodott itt William és Emma Hamilton társaságában. A lelkes fogadtatása után ígéretet tett, hogy részt vesz a tiszteletére szervezett vacsorán, így augusztus 19-én, délután 4 órától a Beaufort Arms fogadóban „pazar fogadást” szerveztek. A fogadó aranykorát a 19. század közepén érte el, az úgynevezett Wye Tour népszerűsége idején, de Nelson itt tartózkodása is emelte hírnevét. A The Beaufort Arms vált a város legjelentősebb postakocsis fogadójává. Közvetlen kapcsolata volt Londonnal: a postakocsi reggel 5 órakor indult Monmouthból és este 8-ra ért a re. A viteldíj 15 shilling volt kint és 30 bent.
Az utóbbi időkben egyike volt a Trust House Organization által üzemeltetett három szállodának. Majd magánkézbe került és egy fejlesztő vásárolta meg, amelyik átalakította lakásokká és üzletekké. 1989-ben felvette a Baeufort Arms Court nevet. Az Agincourt téri íves bejárat mögött, az udvart üzletek és kávézók veszik körül.

## Fordítás
- Ez a szócikk részben vagy egészben  a   The Beaufort Arms Hotel, Monmouth című angol Wikipédia-szócikk ezen változatának fordításán alapul.  Az eredeti cikk szerkesztőit annak laptörténete sorolja fel. Ez a jelzés csupán a megfogalmazás eredetét és a szerzői jogokat jelzi, nem szolgál a cikkben szereplő információk forrásmegjelöléseként.